# Modrzyk górski

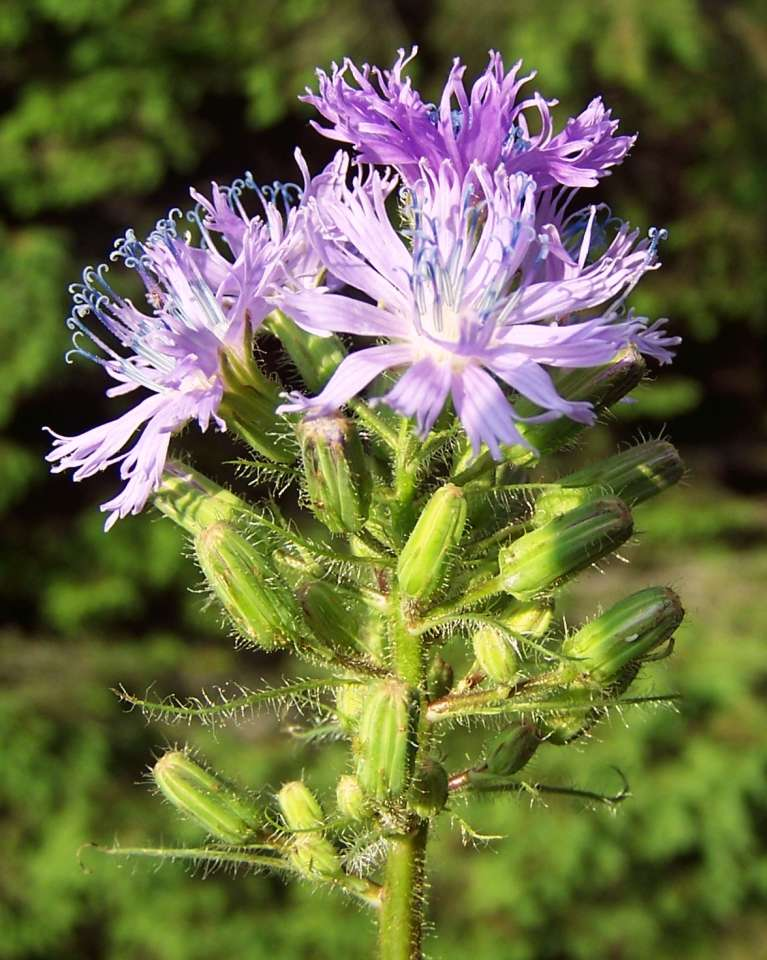

Modrzyk górski, m. alpejski (Cicerbita alpina) – gatunek rośliny należący do rodziny astrowatych. Występuje w górach środkowej Europy oraz w północnej Europie. W Polsce występuje w Karpatach i Sudetach oraz w okolicach Bolesławca. Na obszarze swojego występowania roślina dość pospolita.

## Morfologia
ŁodygaProsta, gruba, soczysta, wzniesiona, nierozgałęziona, przeważnie czerwono nabiegła. Osiąga wysokość do 1,5 m, górą jest owłosiona i pokryta drobnymi gruczołkami. Łodyga oraz liście zawierają sok mleczny, wypływający nawet przy drobnym skaleczeniu.
LiścieUlistnienie skrętoległe. Liście duże, nagie, o lirowatym kształcie, głęboko wcinane, o ząbkowanych brzegach, składające się z listka szczytowego i kilku listków bocznych. Szczytowy listek o rombowo-trójkątnym kształcie jest największy. Wszystkie liście górą ciemnozielone, spodem sinoniebieskie. Dolne liście z oskrzydlonym ogonkiem, zbiegające, górne obejmują łodygę sercowatą nasadą.
KwiatyKwiatostan złożony – wzniesione koszyczki zebrane na szczycie łodygi w wiechę podobną do grona. Koszyczki o gruszkowatym kształcie otoczone okrywą składającą się z zielonych listków zachodzących dachówkowato na siebie. W koszyczku wszystkie kwiaty języczkowe i obupłciowe. Ich korona ma niebieskofioletową barwę, czasami (rzadko) zdarzają się okazy o białych lub różowych kwiatach. Kielich przekształcony w puch kielichowy o nierozgałęzionych włoskach. Słupek z pojedynczą, cienką szyjką, pręciki o turkusowym kolorze, zrośnięte pylnikami.
OwocBrunatne niełupki z licznymi, grubymi żeberkami i z puchem kielichowym.

## Biologia i ekologia
Bylina, hemikryptofit. Kwitnie od czerwca do sierpnia. Owoce rozsiewane przez wiatr. Siedlisko: widne lasy i ich obrzeża, ziołorośla, nad brzegami potoków i źródlisk, wzdłuż ścieżek i dróg, w kosówce, na porębach. Roślina górska o pionowym zasięgu ok. 800–2000 m n.p.m. W Tatrach główny obszar jego występowania znajduje się w reglu górnym i piętrze kosówki. Rośnie zarówno na podłożu granitowym, jak i wapiennym. Gatunek charakterystyczny dla związku (All.) Adenostylion i Ass. Adenostyletum alliariae. Genetyka: Liczba chromosomów 2n= 18.